# Crying Girl
Crying Girl est un tableau peint par Roy Lichtenstein en 1964. Cet émail sur acier relevant du Pop art représente le visage d'une femme blonde essuyant une larme. Il est conservé au Milwaukee Art Museum, à Milwaukee.